# 1831 في الولايات المتحدة
فيما يلي قوائم الأحداث التي وقعت خلال عام 1831 في الولايات المتحدة.

## سياسة

### تعيين في المنصب
- 5 يناير – صموئيل اي .سميث حاكم مين [الإنجليزية]‏.
- 4 مارس – توماس كوروين عضو مجلس النواب الأمريكي.
- 4 مارس – جون أدير عضو مجلس النواب الأمريكي.
- 4 مارس – روفوس تشوت عضو مجلس النواب الأمريكي.
- 4 مارس – ناثانييل بيتجر عضو مجلس النواب الأمريكي.
- 12 مايو – جون برانش عضو مجلس النواب الأمريكي.
- 23 مايو – ليفي وودبري الأمين العام.
- 24 مايو – إدوارد ليفينغستون وزير الخارجية الأمريكي.
- 20 يوليو – روجر بروك تاني نائب عام الولايات المتحدة.
- 1 أغسطس – لويس كاس وزير حرب الولايات المتحدة.
- 8 أغسطس – لويس ماكلين وزير الخزانة الأمريكي.
- 26 نوفمبر – جون غايل حاكم ألاباما [الإنجليزية]‏.
- 13 ديسمبر – جورج دالاس عضو مجلس الشيوخ الأمريكي.

### انتهاء فترة المنصب
- 1 يناير – جورج كراوفورد Attorney General of Georgia [الإنجليزية]‏.
- 3 مارس – إدوارد ليفينغستون عضو مجلس الشيوخ الأمريكي.
- 3 مارس – غابرييل مور حاكم ألاباما [الإنجليزية]‏.
- 4 مارس – جيمس إيردل عضو مجلس الشيوخ الأمريكي.
- 4 مايو – جيمس فينر حاكم رود آيلاند [الإنجليزية]‏.
- 12 مايو – جون برانش الأمين العام.
- 23 مايو – مارتن فان بيورين وزير الخارجية الأمريكي.
- 18 يونيو – جون إيتون وزير حرب الولايات المتحدة.
- 20 يونيو – صامويل د. إنجهام وزير الخزانة الأمريكي.
- 1 أغسطس – لويس كاس حاكم ميشيغان [الإنجليزية]‏.
- 18 أكتوبر – صموئيل تشاندلر كرافتس حاكم فيرمونت [الإنجليزية]‏.

## مواليد

### يناير
- 1 يناير – آبار سبيسر قاضي أمريكي.
- 1 يناير – الثور الجالس
- 1 يناير – جون ويسلي هويت سياسي أمريكي.
- 26 يناير – ماري مابز دودج
- 26 يناير – ويليام ماكنتاير داي سياسي أمريكي.

### فبراير
- 13 فبراير – جون آرون رولينز

### مارس
- 3 مارس – تشارلز باويل آدامز
- 3 مارس – جورج بولمان
- 6 مارس – فيليب شيريدان سياسي أمريكي.

### أبريل
- 6 أبريل – لورين آلانسون كوك سياسي أمريكي.

### يوليو
- 8 يوليو – جون ستيث بمبرتون
- 15 يوليو – توماس مايكل هولت سياسي أميركي.

### أغسطس
- 28 أغسطس – لوسي هايس سياسية من الولايات المتحدة الأمريكية.

### سبتمبر
- 29 سبتمبر – جون سكوفيلد ضابط من الولايات المتحدة الأمريكية.

### أكتوبر
- 29 أكتوبر – أوثنييل تشارلز مارش
- 31 أكتوبر – روموالدو باتشيكو سياسي أمريكي.

### نوفمبر
- 19 نوفمبر – جيمس جارفيلد سياسي أمريكي.

### ديسمبر
- 7 ديسمبر – ثاديوس موت بحّار من الولايات المتحدة الأمريكية.
- 17 ديسمبر – أندرو جيه. هنتر سياسي أمريكي.
- 18 ديسمبر – أوستين أبوت

## وفيات

### مارس
- 26 مارس – ريتشارد ألن (مواليد 1760)

### يوليو
- 4 يوليو – جيمس مونرو (مواليد 1758) سياسي أمريكي.

### نوفمبر
- 11 نوفمبر – نات ترنر (مواليد 1800) داعية من الولايات المتحدة الأمريكية.

### ديسمبر
- 15 ديسمبر – هانا ادامز (مواليد 1755)